# Handisport aux Jeux africains de 2015
Navigation
Édition 2011 Édition 2019
Les épreuves d'handisport des Jeux africains de 2015 se déroulent du 13 au 18 septembre 2015 à Brazzaville, et consistent en 28 épreuves d’athlétisme para-olympique et 14 d’haltérophilie handisport (powerlifting).

## Résultats handisport (athlétisme para-olympique)
28 épreuves ont été disputées, du 14 au 17 septembre 2015 dont 19 pour les hommes et 9 pour les femmes. 

### Hommes
| Épreuves                  | Or                              | Argent                              | Bronze                          |
| ------------------------- | ------------------------------- | ----------------------------------- | ------------------------------- |
| 100 m T 11                | Shikongo Ananias 11 s 45        | Rotawo Olusegun 11 s 63             | Charles Atagana Ntsama 11 s 84  |
| 200 m T 11                | Shikongo Ananias 23 s 00        | Rotawo Olusegun 23 s 68             | Jose Chamoleia 23 s 95          |
| 400 m T 11                | Shikongo Ananias 51 s 63        | Jose Chamoleia 52 s 74              | Samuel Kimani 53 s 19           |
| 200 m T 12                | Jonathan Ntutu 22 s 47          | Hilton Langenhoven 22 s 69          | Djamil Nasser 22 s 99           |
| 400 m T 12                | Henry Nzungi Mwendo 50 s 22     | Achraf Lahouel 50 s 17              | Bati Megeresa 51 s 11           |
| 400 m T 13                | Johannes Nambala 48 s 49        | Abdellatif Baka 48 s 68             | Demisse Tamiru 49 s 61          |
| 100 m T 37                | Fanie Van Der Merwe 11 s 60     | Sofiane Hamdi 12 s 36               | Oumar Sidibe 12 s 81            |
| 400 m T 46                | Hermas Cliff Muvunyi 49 s 79    | Elias Ndimulunde 49 s 84            | Jean-Luc Ndoumbo Kouame 50 s 19 |
| 1 500 m T 46              | Samir Nouioua 3 min 57 s 54     | David Emong 3 min 59 s 41           | Steper Wanboua 4 min 0 s 74     |
| 100 m T 53-54             | Fathi Zouinkhi 14 s 88          | Botsyo Nkegbe 15 s 24               | Maamar Harrachi 15 s 40         |
| 800 m T 53-54             | Yassine Gharbi 1 min 51 s 25    | Patrick Yaw Obeng 1 min 51 s 44     | Fathi Zouinkhi 1 min 53 s 02    |
| 1 500 m T 53-54           | Yassine Gharbi 3 min 36 s 91    | Patrick Yaw Obeng 3 min 37 s 95     | Fathi Zouinkhi 3 min 38 s 32    |
| Lancer du poids F 42-44   | Tyrone Pillay 11,28 m           | Waleed Ali Moussa Ashteebah 10,50 m | Heugene Murray 9,94 m           |
| Lancer du javelot F 42-44 | Marcio Miguel Fernandes 50,91 m | Kheireddine Ougour 39,95 m          | Gbolahan Olaiya 41,91 m         |
| Lancer du disque F 42-44  | Abdurraouf Said 41,70 m         | Marcio Miguel Fernandes 40,07 m     | Gbolahan Olaiya 39,63 m         |
| Lancer du poids F 54      | Christian René Gobe 9,75 m      | Mourad Bachir 9,42 m                | Osahon Edosomwan 8,52 m         |
| Lancer du disque F 54     | Ibrahim Badr 37,95 m            | Osahon Edosomwan 29,73 m            | Anthony Imbimoh 28,69 m         |
| Lancer du poids F 56-57   | Solomon Amarukuo 10,61          | Emeka Kiyem 11,70                   | Mohamed Ouchene 11,33           |
| Lancer du javelot F 56-57 | Youssoupha Diouf 40,24 m        | Mahmoud El Attar 39,42 m            | Salem Raed 38,54 m              |

### Femmes
| Épreuves                  | Or                       | Argent                           | Bronze                          |
| ------------------------- | ------------------------ | -------------------------------- | ------------------------------- |
| 100 m T 11                | Lovina Onyegbule 12 s 70 | Fatimata Brigitte Diasso 13 s 04 | Esperança Gicaso 13 s 19        |
| 200 m T 11                | Lovina Onyegbule 25 s 27 | Fatimata Brigitte Diasso 26 s 08 | Lahja Ishitile 26 s 26          |
| 200 m T 12                | Edmilsa Governo 25 s 62  | Maria Muchavo 25 s 87            | Najah Chouaya 27 s 02           |
| 100 m T 13                | Christine Akullo 13 s 34 | Johanna Pretorius 13 s 40        | Laina Sithole 13 s 42           |
| 400 m T 13                | Souhila Lounis 59 s 62   | Denise Dividas 62 s 20           | Johanna Pretorius 62 s 16       |
| 100 m T 37                | Johanna Benson 14 s 39   | Neda Bahi 14 s 64                |                                 |
| Lancer du poids F 54-57   | Nassima Saifi 10,66 m    | Safia Djalal 10,65 m             | Eucharia Njideka Iyiazi 10,46 m |
| Lancer du disque F 54-57  | Flora Ungunwa 18,54 m    | Nassima Saifi 33,01 m            | Eucharia Njideka Iyiazi 26,67 m |
| Lancer du javelot F 53-56 | Hania Aidi 16,94 m       | Flora Ungunwa 13,93 m            | Mariam Coulibaly 12,97 m        |

### Tableau des médailles
| Rang  | Nation         | Or | Argent | Bronze | Total |
| ----- | -------------- | -- | ------ | ------ | ----- |
| 1     | Namibie        | 5  | 1      | 1      | 7     |
| 2     | Nigeria        | 4  | 5      | 6      | 15    |
| 3     | Tunisie        | 4  | 2      | 3      | 9     |
| 4     | Algérie        | 3  | 6      | 3      | 12    |
| 5     | Afrique du Sud | 3  | 2      | 2      | 7     |
| 6     | Mozambique     | 1  | 2      | 0      | 3     |
| 7     | Égypte         | 1  | 1      | 1      | 3     |
| = 8   | Cap-Vert       | 1  | 1      | 0      | 2     |
| = 8   | Libye          | 1  | 1      | 0      | 2     |
| = 8   | Ouganda        | 1  | 1      | 0      | 2     |
| 11    | Kenya          | 1  | 0      | 2      | 3     |
| 12    | Cameroun       | 1  | 0      | 1      | 2     |
| =13   | Rwanda         | 1  | 0      | 0      | 1     |
| =13   | Sénégal        | 1  | 0      | 0      | 1     |
| 15    | Ghana          | 0  | 3      | 0      | 3     |
| 16    | Côte d'Ivoire  | 0  | 2      | 1      | 3     |
| 17    | Angola         | 0  | 1      | 2      | 3     |
| = 18  | Éthiopie       | 0  | 0      | 2      | 2     |
| = 18  | Mali           | 0  | 0      | 2      | 2     |
| 20    | Zimbabwe       | 0  | 0      | 1      | 1     |
| Total | 20 nations     | 28 | 28     | 27     | 83    |

## Haltérophilie handisport
14 épreuves ont été disputées, du 15 au 18 septembre 2015,  dont 8 pour les hommes et 6 pour les femmes.

### Hommes
| Épreuves         | Or                       | Argent                        | Bronze                              |
| ---------------- | ------------------------ | ----------------------------- | ----------------------------------- |
| - 49 kg          | Yakubu Adesokan 182 kg   | Haj Ahmed Biour 131 kg        | Alion Bawa 110 kg                   |
| - 54 kg          | Roland Ezuruike 182 kg   | Alidou Diamoutene 170 kg      | Taha Abdelmagid 165 kg              |
| - 59 kg          | Sherif Othman 210 kg     | Anthony Ulonnam 190 kg        | Conrat Frederic Atangana 160 kg     |
| - 65 kg          | Olumide Kehinde 214 kg   | Shaaban Ibrahim 196 kg        | Hocine Bettir 183 kg                |
| - 72 kg          | Mohamed Elelfat 212 kg   | Nnamdi Innocent 200 kg        | Cosme Akpovi 155 kg                 |
| - 80 kg          | Metwaly Mathana 220 kg   | Tolu-Lope Taiwo 192 kg        | Maurice Francis Biwole Nkodo 166 kg |
| - 88 kg          | Hany Abdelhady 233 kg    | Opeyemi Jegede 204 kg         |                                     |
| - 97 kg & 107 kg | Mohamed Eldib 204.57 pts | Abdulazeez Ibrahim 194.68 pts | Mohamed Elsayed 191.21 pts          |

### Femmes
| Épreuves          | Or                        | Argent                   | Bronze                          |
| ----------------- | ------------------------- | ------------------------ | ------------------------------- |
| - 41 kg           | Nawal Ramadan 92 kg       | Nsini Jonah Ben 90 kg    | Hellen Wawira Kariuki 65 kg     |
| - 45 kg           | Latifat Tijani 98 kg      | Zeinab Oteify 95 kg      | Samira Guerioua 82 kg           |
| - 55 kg & 61 kg   | Esther Oyema 139.32 pts   | Fatma Omar 137.34 pts    | Lucy Ogechukwu Ejike 136.50 pts |
| - 67 kg & 73 kg   | Ndidi Nwosu 122.50 pts    | Amal Mahmoud 112.42 pts  | Amany Ali 108.12 pts            |
| - 79 kg           | Bose Omolayo 137 kg       | Geehan Hassan 120 kg     | Sahar El-Gnemi 90 kg            |
| - 86 kg & + 86 kg | Loveline Obiji 125.83 pts | Randa Mahmoud 121.04 pts | Precious Orji 117.25 pts        |

### Tableau des médailles
| Rang  | Nation        | Or | Argent | Bronze | Total |
| ----- | ------------- | -- | ------ | ------ | ----- |
| 1     | Nigeria       | 8  | 6      | 2      | 16    |
| 2     | Égypte        | 6  | 6      | 3      | 15    |
| 3     | Algérie       | 0  | 1      | 2      | 3     |
| 4     | Côte d'Ivoire | 0  | 1      | 0      | 1     |
| 5     | Cameroun      | 0  | 0      | 2      | 9     |
| 6     | Bénin         | 0  | 0      | 1      | 1     |
| 6     | Kenya         | 0  | 0      | 1      | 1     |
| 6     | Libye         | 0  | 0      | 1      | 1     |
| 6     | Togo          | 0  | 0      | 1      | 1     |
| Total | 9 nations     | 14 | 14     | 13     | 41    |